# 頭前寮才天宮 (學甲)
才天宮是臺灣臺南市學甲區西進里的一間廟宇，主祀為謝府元帥，陪祀神祇有二太子、三太子、黑虎大將軍，配祀福德正神、註生娘娘等。其位置在傳統的學甲十三庄中洲庄中的頭前寮，並且也是該聚落的角頭廟宇，同時在學甲慈濟宮代表8大選區屬於西部郊區，也因是慈濟宮祭祀圈中的47角頭之一，故亦為學甲慈濟宮上白礁謁祖與學甲刈香的基本參與廟宇之一。
行政位置方面，在日人佔據臺灣時期曾經與中州的西南角，以及西進里、西廍、棧寮等地規劃為中洲五保，直到臺灣光復後設為村，並由首任村長與村民一同定名為西進村。直到1968年學甲升格為鎮級單位後，又改為西進里。2006年8月學甲進行里鄰編組及調整，原民吉、西進、光明及白渚等4個里合併為中洲里，惟里的名稱則仍舊以中洲為名，故而才天宮目前位於中洲里境內。

## 建廟沿革
頭前寮是當年鄭氏軍隊來臺進入學甲開墾最早登陸的地方，當時大批軍民登陸之後不就又陸續向各方進行移墾，至於日後此地留下來的居民，大都以謝姓為主故此地又稱為謝厝寮，也由於這個因素庄頭便以謝府元帥作為庄頭守護之神祇。然而，庄民早期並未建廟供奉供奉元帥與其祂諸神祇，當時是每年在特定日期由相關人士擲筊決定當年爐主，在決定了爐主之後再將眾神金身恭奉於當年的執事爐主家中，只是在逢神祇聖誕祭典時再臨時搭棚設壇供信眾參拜。
有鑒於此操作都會造成信眾與庄民諸多的不便，於是庄民們便有了建廟的倡議，直到1969年六月，由謝劉、謝松、謝番停等3位庄中的耆老，合購一筆來自謝怨手中的土地以提供為建廟用地，於是便開始著手商討建廟事宜。1973年三月時，在央請南鯤鯓代天府的吳府千歲以及學甲慈濟宮的保生大帝的協助下，終於得賜廟號為才天宮，並於同年的六月籌組才天宮的興建委員會。廟宇在1974年二月開始動土興建，在歷經一年6個月的規劃及建造，終於在1975八月完工並同時進行如火安座儀式。

## 軼事
學甲的中洲國民小學，在2016年時舉辦了「中洲社區鄉土踏查」的戶外教學活動，目的是希望學童們能走出校園，藉由讓學童實地的探訪中洲的各個地區，進而去認識中洲社區內的一些行政機構與每個景點，甚至包含境內的各項產業文化，藉以培養孩子愛鄉護鄉的情操。這項活動的執行是依照各年級予以設計，總共設計6條參訪路線，而其中頭前寮的才天宮排在五年級的參訪行程，其參訪點為頭前寮才天宮→白礁亭→清水寺。

## 圖集

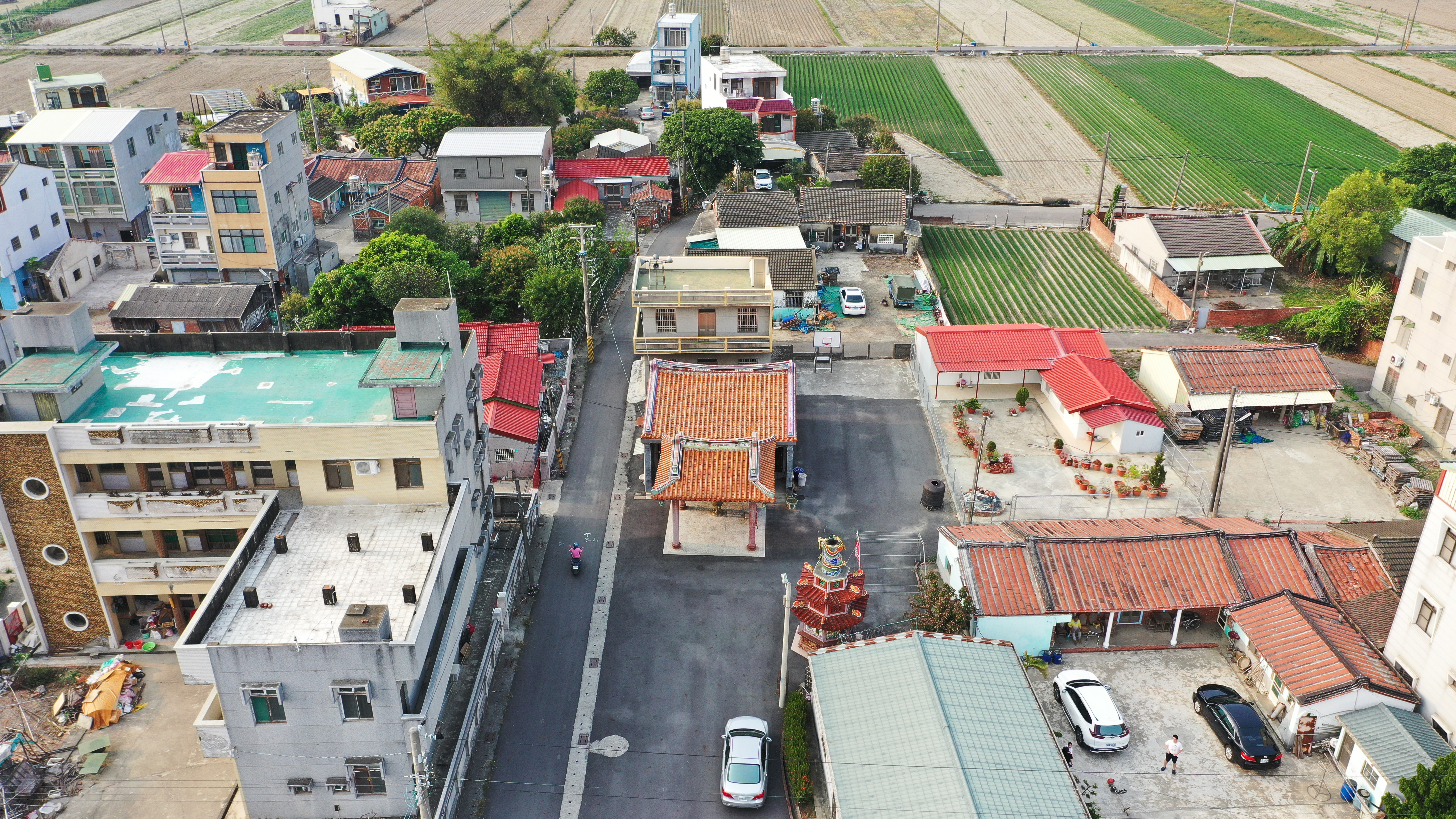
空照
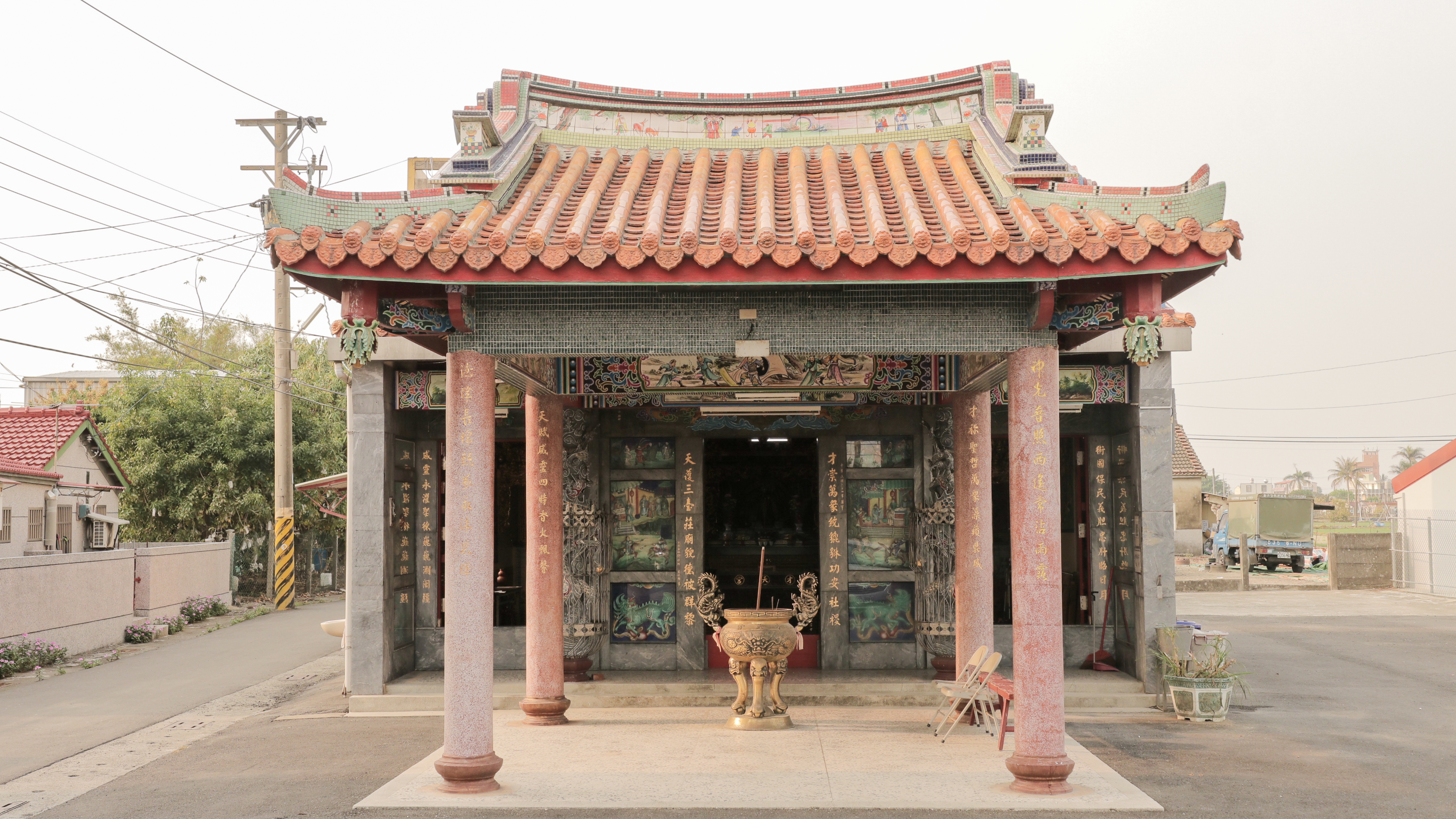
正面
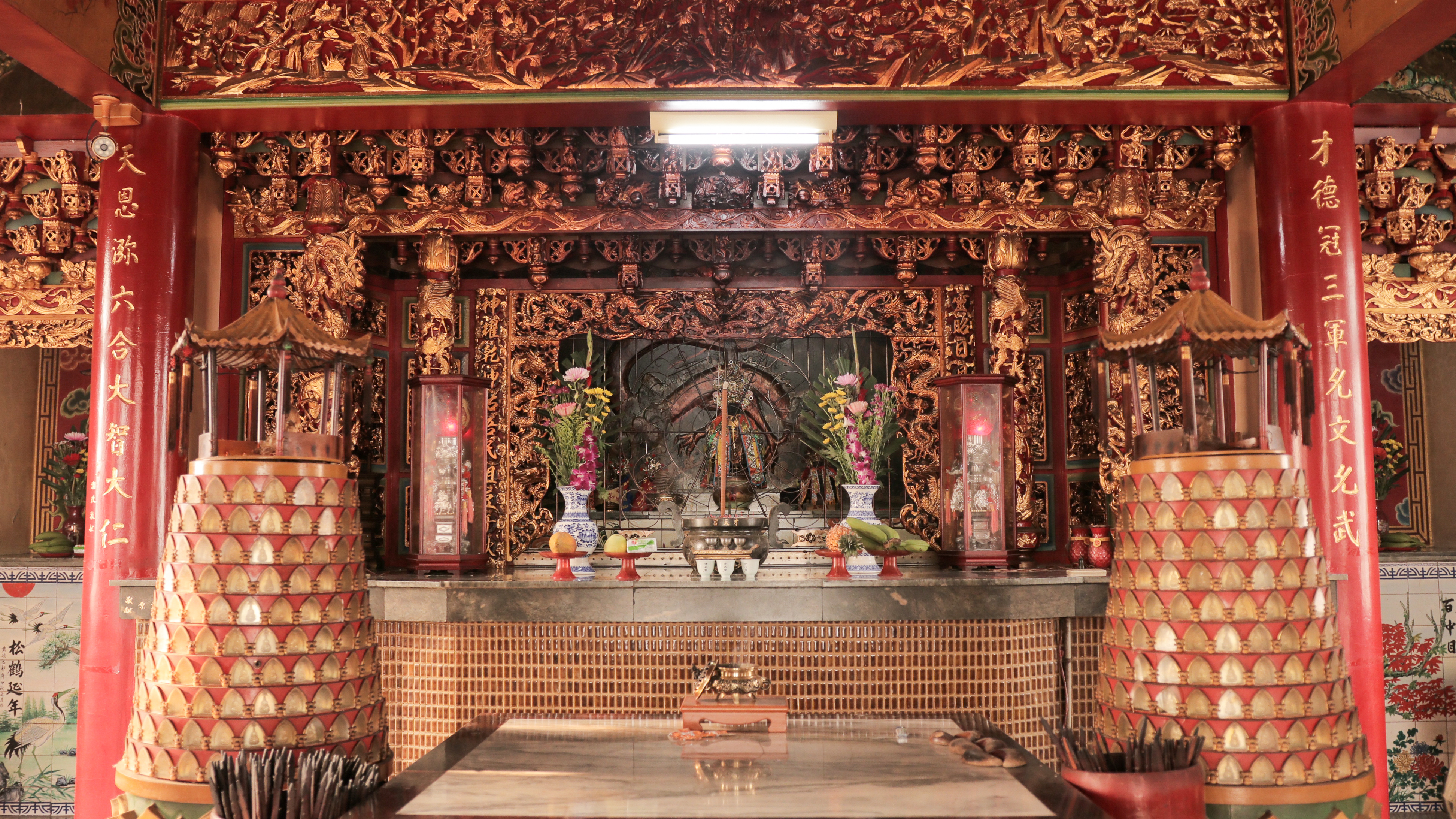
神龕
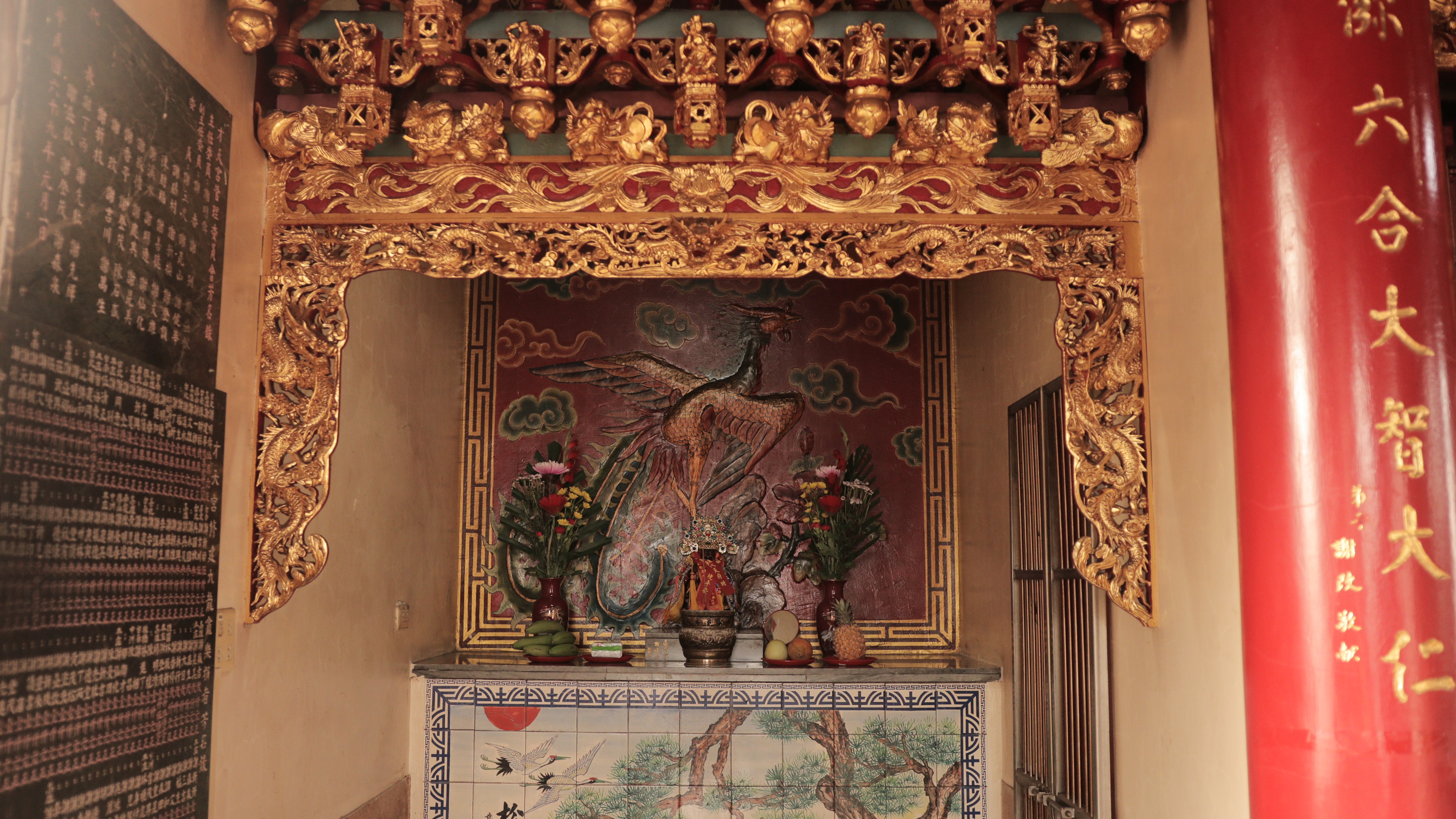
同祀神祇
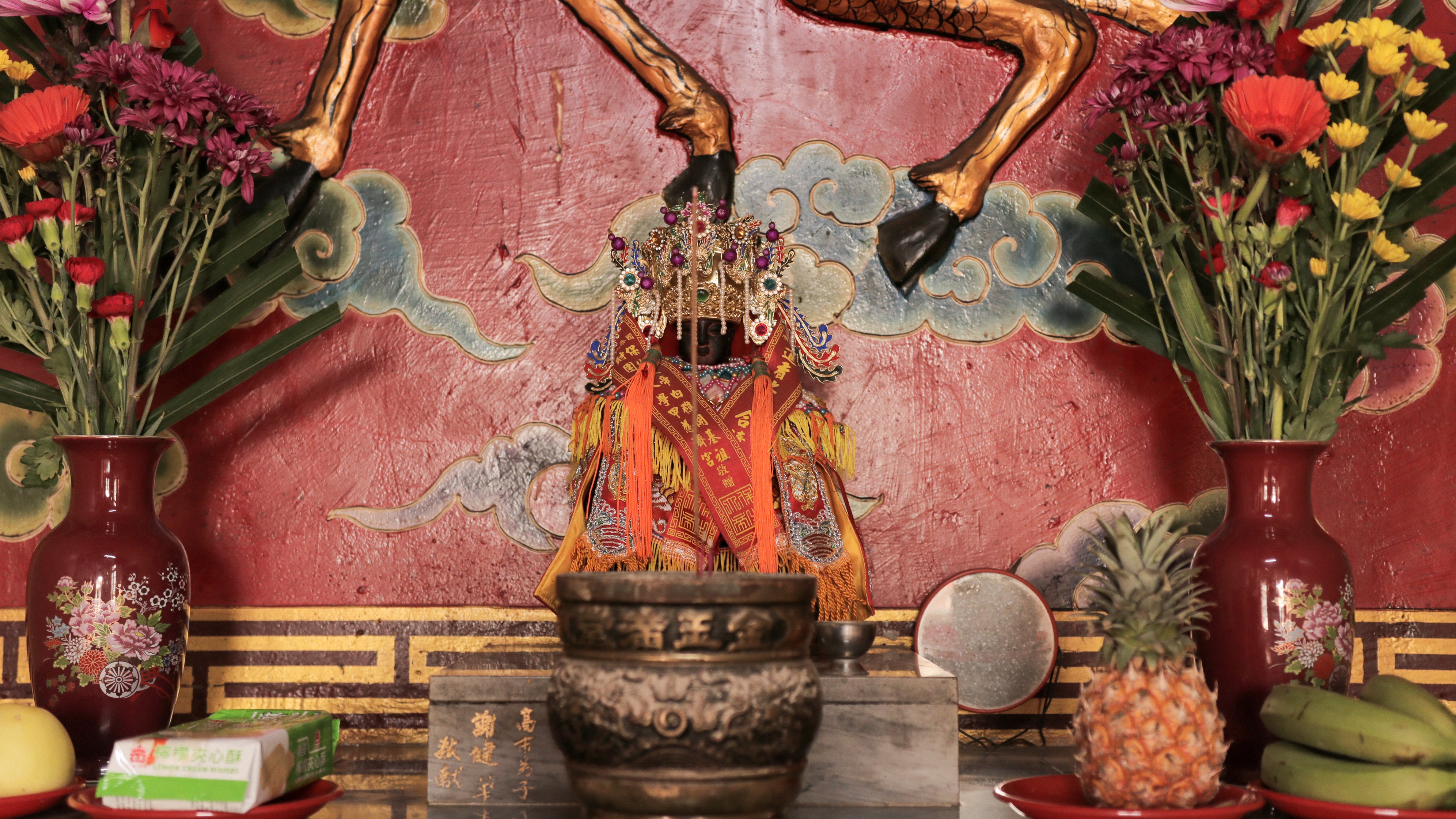
同祀神祇